# Анна Марія Альбергетті
Анна Марія Альбергетті (італ. Anna Maria Alberghetti; *15 травня 1936, Пезаро, Італія) — італійська акторка й оперна співачка.

## Біографія
Кар'єру почала зі зйомок на Бродвеї, де і отримала премію «Tony Award» в 1962 році як найкраща актриса за мюзикл «Carnival!». Актриса була вундеркіндом. Її батько був оперним співаком і концертмейстером Римської оперної трупи. Її мати була піаністкою. У віці шести років, Анна-Марія співала в концерті на острові Родос. Вона виступала в Карнегі-Холі в Нью-Йорку у віці 13 років. Альбергетті з'являлася двічі на обкладинці журналу «Life». Актриса з'явилася на відомому «Шоу Еда Саллівана» більш ніж в 50 разів. Була запрошеною зіркою в 1957 році на каналі NBC на передачі «The Gisele MacKenzie Show» і «The Pat Boone Chevy Showroom». Вона знімалася з Діном Мартіном в 1957 «Ten Thousand Bedrooms» і з Джеррі Льюїсом в «Cinderfella».

## Фільмографія

### Театр
- Rose-Marie (1960)
- Carnival! (1961)
- Fanny (1963)
- West Side Story (1964)
- Fanny(1968)
- The Fantasticks (1968)
- The Most Happy Fella (1969)
- Cabaret (1970)
- Kismet (1971)
- The Student Prince (1976)
- The Sound of Music (1978)
- Side by Side by Sondheim (1980)
- Camelot (1981)
- The Fabulous Palm Springs Follies (2000)
- Senior Class (2007)

### Фільми
- The Medium (1951)
- Here Comes the Groom (1951)
- The Stars Are Singing (1953)
- The Last Command (1955)
- Duel at Apache Wells (1957)
- Ten Thousand Bedrooms (1957)
- Cinderfella (1960)
- Friends & Family (2001)
- The Whole Shebang (2001)

### Телебачення
- The Ed Sullivan Show (14 presenze, 1950-68)
- The Colgate Comedy Hour (6 presenze, 1952-55)
- The Garry Moore Show (5 presenze, 1959-61)
- The Joey Bishop Show (3 presenze, 1967-69)